# Darling oh darling
Darling oh darling is een liefdeslied van The Cats. Het werd geschreven door Cees Veerman.
Het kwam in 1983 uit op Third life tijdens de derde comeback van The Cats. Daarnaast verscheen het op verschillende verzamelalbums, waaronder op The Cats 100 (2008) en Complete (2014).
Het nummer is een klassieker gebleken. In 2013 kwam het in de Volendammer Top 1000 terecht, een eenmalige all-timelijst die in 2013 door luisteraars van 17 Noord-Hollandse radio- en tv-stations werd samengesteld.